# Emil Hácha
Emil Dominik Josef Hácha (n. 12 iulie 1872, Trhové Sviny⁠(d), Boemia de Sud, Cehia – d. 27 iunie 1945, Praga, Cehoslovacia) a fost un avocat ceh și președintele Cehoslovaciei între noiembrie 1938 și martie 1939. După ce Germania a invadat Cehoslovacia, acesta a devenit președintele noului-format Protectorat al Boemiei și Moraviei.